# Bufton
Bufton – osada w Anglii, w hrabstwie Leicestershire. Leży 19 km na zachód od miasta Leicester i 155 km na północny zachód od Londynu.